# Eleccions presidencials de Mongòlia de 2009
Les eleccions presidencials de Mongòlia de 2009 van ser unes eleccions presidencials que es van celebrar el 24 de maig de 2009 a Mongòlia. S'hi van disputar entre el llavors president del país i candidat pel Partit Revolucionari del Poble de Mongòlia, Nambaryn Enkhbayar, i el candidat del Partit Democràtic, Tsakhiagiin Elbegdorj, que a més comptava amb el suport dels partits de l'oposició.
Elbegdorj es va declarar vencedor abans que el recompte fos oficial, però basant-se en els recomptes del seu partit. Enkhbayar va admetre poc després una ajustada derrota i va dir que respectaria els resultats, sent la segona vegada que un president en funcions perdia el seu intent de reelecció, després de la derrota de Punsalmaagiin Ochirbat en les eleccions de 1997.

## Context
Es temia que un resultat ajustat pogués desembocar en disturbis civils, com va ocórrer en les eleccions legislatives de 2008, en les quals les acusacions de tupinada van desencadenar protestes de carrer i enfrontaments amb la policia en els quals cinc persones van perdre la vida i centenars van resultar ferides. Malgrat que la policia i l'exèrcit estaven preparats per a reprimir qualsevol protesta, la població semblava satisfeta amb l'informe dels observadors electorals, segons el qual no s'havien detectat vots fraudulents.

## Candidats
Els candidats presidencials només podien procedir de partits amb representació en el Gran Jural de l'Estat. Els partits elegibles eren el Partit Revolucionari del Poble de Mongòlia, el Partit Democràtic, el Partit de Voluntat Cívica i el Partit Verd de Mongòlia.
El Partit Revolucionari del Poble de Mongòlia va presentar al llavors president Nambaryn Enkhbayar com a candidat presidencial. El Partit Democràtic va elegir com a candidat a l'ex primer ministre Tsakhiagiin Elbegdorj. Els partits Voluntat Cívica i Verd no van presentar candidat i van optar per fer costat a Elbegdorj, oferint així a l'electorat la possibilitat d'elegir entre el president en funcions o un candidat secundat per tots els partits de l'oposició.
Elbegdorj, que va ser primer ministre en dues ocasions, va fer campanya entorn del tema de la lluita contra la corrupció i la necessitat de canvi, que va gaudir de gran popularitat en les zones urbanes. A més a més, les campanyes de tots dos candidats van estar dominades per la qüestió de com distribuir la riquesa mineral de Mongòlia.